# Ray Miron President’s Cup
Der Ray Miron President’s Cup wurde von 2002 bis 2014 an den Sieger der Play-offs der Central Hockey League verliehen. Benannt wurde die Trophäe nach Ray Miron, einem der Gründer der CHL. Zuvor erhielt der Meister von 1993 bis 2001 den Ray Miron Cup.
15 verschiedene Franchises haben die CHL-Meisterschaft gewonnen, wobei Wichita Thunder, Oklahoma City Blazers, Memphis RiverKings, Colorado Eagles, Laredo Bucks und Allen Americans jeweils zweimal die Trophäe gewannen.

## Ray-Miron-President’s-Cup-Gewinner
| Saison  | Gewinner                   | Serie | Finalist                   | MVP             |
| ------- | -------------------------- | ----- | -------------------------- | --------------- |
| 2013/14 | Allen Americans            | 4–1   | Denver Cutthroats          | Jamie Schaafsma |
| 2012/13 | Allen Americans            | 4–3   | Wichita Thunder            | Brian McMillin  |
| 2011/12 | Fort Wayne Komets          | 4–1   | Wichita Thunder            | Mike Vaskivuo   |
| 2010/11 | Bossier-Shreveport Mudbugs | 4–3   | Colorado Eagles            | Jeff Kyrzakos   |
| 2009/10 | Rapid City Rush            | 4–2   | Allen Americans            | Les Reaney      |
| 2008/09 | Texas Brahmas              | 4–1   | Colorado Eagles            | Jason Deitsch   |
| 2007/08 | Arizona Sundogs            | 4–0   | Colorado Eagles            | Rob McVicar     |
| 2006/07 | Colorado Eagles            | 4–2   | Laredo Bucks               | Greg Pankewicz  |
| 2005/06 | Laredo Bucks               | 4–1   | Bossier-Shreveport Mudbugs | Jeff Bes        |
| 2004/05 | Colorado Eagles            | 4–1   | Laredo Bucks               | Chris Hartsburg |
| 2003/04 | Laredo Bucks               | 4–3   | Bossier-Shreveport Mudbugs | David Guerrera  |
| 2002/03 | Memphis RiverKings         | 4–1   | Austin Ice Bats            | Kahlil Thomas   |
| 2001/02 | Memphis RiverKings         | 4–1   | Austin Ice Bats            | Don Parsons     |

## Ray-Miron-Cup-Gewinner
| Saison  | Gewinner                | Serie | Finalist              | MVP                  |
| ------- | ----------------------- | ----- | --------------------- | -------------------- |
| 2000/01 | Oklahoma City Blazers   | 4–1   | Columbus Cottonmouths | Rod Branch           |
| 1999/00 | Indianapolis Ice        | 4–3   | Columbus Cottonmouths | Jamie Morris         |
| 1998/99 | Huntsville Channel Cats | 4–2   | Oklahoma City Blazers | Derek Puppa          |
| 1997/98 | Columbus Cottonmouths   | 4–0   | Wichita Thunder       | Mike Martens         |
| 1996/97 | Fort Worth Fire         | 4–3   | Memphis RiverKings    | Steve Plouffe        |
| 1995/96 | Oklahoma City Blazers   | 4–3   | San Antonio Iguanas   | Jean-Ian Filiatrault |
| 1994/95 | Wichita Thunder         | 4–2   | San Antonio Iguanas   | Ron Handy            |
| 1993/94 | Wichita Thunder         | 4–0   | Tulsa Oilers          | Ron Handy            |
| 1992/93 | Tulsa Oilers            | 4–1   | Oklahoma City Blazers | Tony Fiore           |